# إدنا ماي سبونر
إدنا ماي سبونر (بالإنجليزية: Edna May Spooner) هي كاتبة مسرحية وممثلة أمريكية، ولدت في 10 مايو 1873 في سنترفيل في الولايات المتحدة، وتوفيت في 14 يوليو 1953 في شيرمان أوكس في الولايات المتحدة.

## وصلات خارجية
- إدنا ماي سبونر على موقع IMDb (الإنجليزية)
- إدنا ماي سبونر على موقع قاعدة بيانات برودواي على الإنترنت (الإنجليزية)